# Paraná megye
Paraná egy megye Argentínában, Entre Ríos tartományban. A megye székhelye Paraná.

## Települések
Önkormányzatok és települések (Municipios)
- - Crespo
  - María Grande
  - Paraná
  - San Benito
  - Viale
  - Cerrito
  - Colonia Avellaneda
  - Hasenkamp
  - Hernandarias
  - Oro Verde
  - Seguí
  - Tabossi
  - Villa Urquiza

Vidéki központok ( centros rurales de población)
- - El Pingo
  - Aldea María Luisa
  - Pueblo Brugo
  - El Palenque
  - Aldea Santa María
  - Sosa
  - Las Garzas (Pueblo Bellocq)
  - Sauce Montrull
  - La Picada
  - Arroyo Corralito
  - Curtiembre
  - Villa Gobernador Etchevehere
  - Sauce Pintos
  - Villa Fontana
  - Tezanos Pintos
  - Colonia Crespo
  - Colonia Celina
  - Aldea San Rafael
  - Santa Luisa
  - Antonio Tomás
  - Paraje Las Tunas
  - Paso de La Arena
  - Paso de Las Piedras
  - Aldea Eigenfeld
  - Espinillo Norte
  - María Grande Segunda
  - Aldea San Antonio (Paraná)
  - Distrito Tala
  - Arroyo Palo Seco
  - Quebracho
  - Colonia Reffino
  - Colonia Cerrito
  - Aldea Santa Rosa
  - Arroyo Maturrango
  - Colonia Merou
  - Arroyo Burgos